# Martin Nduwimana
 (mai 2014).
Si vous disposez d'ouvrages ou d'articles de référence ou si vous connaissez des sites web de qualité traitant du thème abordé ici, merci de compléter l'article en donnant les références utiles à sa vérifiabilité et en les liant à la section « Notes et références ».
Martin Nduwimana est un homme politique tutsi burundais né en 1958 à Mugamba dans la province de Bururi. Nduwimana est le premier vice-président de la République du Burundi du 29 août 2005 au 9 novembre 2007. Il est membre de l'Union pour le progrès national (UPRONA).

## Biographie
Nduwimana est nommé au poste de premier vice-président par le président Pierre Nkurunziza le 29 août 2005. Il est le premier vice-président nommé selon la nouvelle constitution votée le 28 février 2005. L'Assemblée nationale burundaise l'investit avec 108 voix pour et une abstention, le Sénat avec 47 voix pour et une contre. Nduwimana entre immédiatement en fonction.
La nouvelle constitution donne au premier vice-président la responsabilité des affaires politiques et administratives de l'État. La constitution de 2005 crée aussi le poste de second vice-président. Nduwimana a collaboré avec les vice-présidentes Alice Nzomukunda (du début de son mandat au 5 septembre 2006), puis Marina Barampama (du 5 septembre 2006 au 12 février 2007), puis Gabriel Ntisezerana jusqu'en novembre 2007.
Martin Nduwimana est forcé de démissionner du poste de premier vice-président en novembre 2007, et il est remplacé par Yves Sahinguvu le 9 novembre. C'est ce dernier qui termine le mandat des cinq ans en août 2010.
Nduwimana est membre de l'Assemblée législative est-africaine depuis 2012.